# سیارک ۱۹۶۸
سیارک ۱۹۶۸ (به انگلیسی: 1968 Mehltretter، نامگذاری:1932BK) هزار و نهصد و شصت و هشتمین سیارک کشف شده‌است که در ۲۹ ژانویه ۱۹۳۲ و در هایدلبرگ کشف شد.
قدر مطلق سیارک برابر ۱۲٫۱۰ است.